# 埃倫娜市鎮

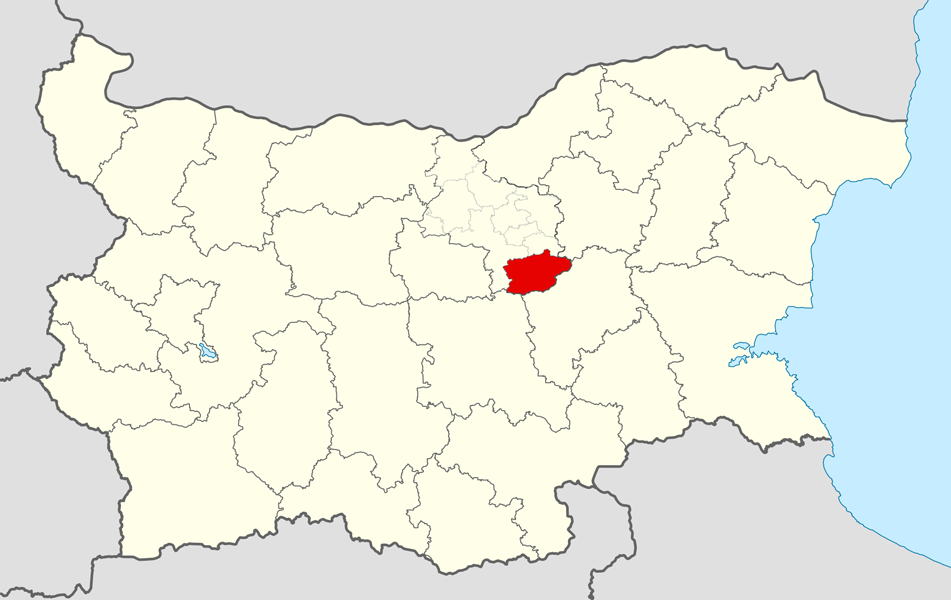

42°55′N 25°51′E / 42.917°N 25.850°E
埃倫娜市鎮，是保加利亞中北部大特爾諾沃州的市鎮，行政中心为埃倫娜，面積671.39平方公里，2009年人口10,407，人口密度每平方公里15.5人。